# Army Men: Turf Wars
Army Men: Turf Wars est un jeu vidéo d'action développé par Mobius Entertainment et édité par The 3DO Company, sorti en 2002 sur Game Boy Advance.